# Wapen van Midwolda

Het wapen van Midwolda

Het wapen van Midwolda werd op 22 mei 1894 per Koninklijk Besluit door de Hoge Raad van Adel aan de Groninger gemeente Midwolda toegekend. Vanaf 1990 is het wapen niet langer als gemeentewapen in gebruik omdat de gemeente Midwolda opging in de gemeente Scheemda. In het wapen van Scheemda per 17 juli 1991 zijn de vijf sterren overgenomen. De kerk werd op een andere wijze gepresenteerd in de vorm van een getand schildhoofd. De zo verkregen vier tanden verwijzen naar de vier torens van de kerk. Nadat de gemeente Scheemda vanaf 2010 opging in de gemeente Oldambt werden de sterren en het getande schildhoofd overgenomen in het wapen van de gemeente Oldambt.

## Blazoenering
De blazoenering van het wapen luidt als volgt:
In zilver eene kerk met vier torens en een omgewenden vogel op den hoek van het dak boven het koor, alles van keel, staande op een uit de schildpunt oprijzenden grond van sinopel, in het schildhoofd vergezeld van vijf sterren van goud, geplaatst drie en twee.

## Verklaring
Het kerkgebouw op het wapen is ontleend aan het middeleeuwse zegel van het landschap Wold-Oldambt. Dit zegel beeldt de middeleeuwse Viertorenkerk van Midwolda uit. De afbeelding is echter sterk gestileerd en vermoedelijk beïnvloed door het stadszegel van Groningen, dat de Martinikerk toont. De kerk van Midwolda speelde een belangrijke rol in het openbare bestuur; hier vonden vergaderingen en rechtdagen plaats. Er zijn slechts weinig afdrukken van het zegel bewaard gebleven. De oudste dateert uit 1347.
Voor de vijf sterren zijn meerdere verklaringen in omloop. Sterren op middeleeuwse wapens worden vaak in verband gebracht met de maagd Maria. Het getal vijf zou verwijzen naar de vijf wonden van Christus. De Friese heraldicus Klaas Sierksma brengt de sterren daarentegen in verband met De Grote Beer en de route naar het Heilige Land, die ten tijde van de kruistochten wel als een 'sterrenweg' wordt geschetst.
Het wapen bleef ook na de middeleeuwen in gebruik, onder andere bij het waterschap Termunterzijlvest, In 1816 werd het officieel toegekend aan dit waterschap. Daarnaast verscheen het wapen op uithangborden en tabakszakjes. Naar aanleiding van een verzoekschrift besloot de gemeenteraad in 1893 de kroon te vragen dit wapen aan de gemeente toe te kennen.

## Verwante wapens

Wapen van Oldambt (waterschap)
Wapen van Scheemda per 17 juli 1991
Wapen van Oldambt

Adorp
· Aduard
· Appingedam
· Baflo
· Bedum
· Beerta
· Bellingwedde
· Bellingwolde
· Bierum
· De Marne
· Delfzijl 
· Eemsmond
· Eenrum
· Ezinge
· Finsterwolde
· Grijpskerk
· Grootegast
· Haren
· Hefshuizen
· Hoogezand
· Hoogezand-Sappemeer
· Hoogkerk
· Kantens
· Kloosterburen
· Leek
· Leens
· Loppersum
· Marum
· Meeden
· Menterwolde
· Middelstum
· Midwolda
· Muntendam
· Nieuweschans
· Nieuwe Pekela
· Nieuwolda
· Noordbroek
· Noorddijk
· Oldehove
· Oldekerk
· Onstwedde
· Oosterbroek
· Oude Pekela
· Reiderland
· Sappemeer
· Scheemda
· Slochteren
· Stedum
· Ten Boer
· Termunten
· Uithuizen
· Uithuizermeeden
· Ulrum
· Usquert
· Vlagtwedde
· Warffum
· Wedde
· Wildervank
· Winschoten
· Winsum
· 't Zandt
· Zuidbroek
· Zuidhorn